# فیل پالمر
فیل پالمر (انگلیسی: Phil Palmer؛ زادهٔ ۹ سپتامبر ۱۹۵۲) یک موسیقی‌دان، ترانه‌سرا و گیتاریست برجستهٔ اهل بریتانیا است. وی از سال ۱۹۸۰ میلادی تاکنون مشغول فعالیت بوده‌است.
او یک گیتاریست حرفه‌ای است که خوانندگان و گروه‌های موسیقی فراوانی وی را، جهت نوازندگی گیتار در آهنگ‌هایشان به‌کار گرفته‌اند که از آن میان می‌توان به پت شاپ بویز، ویشبون اش، راجر دالتری، اسکات واکر، توماس آندرس، تینا ترنر، باب دیلن، دایر استریتس، پیت تاونزند، اروس راماتسوتی، آلخاندرو سانز، کریس دی برگ، برایان آدامز، جانی هالیدی، جرج مایکل، رناتو زیرو، ملانی چیسهولم، رابی ویلیامز، آلفاویل و دیوید سیلوین اشاره کرد.